# Melanophylla
Melanophylla es un género de plantas dicotiledóneas perteneciente a la familia Torricelliaceae. Comprende once especies.

## Especies seleccionadas
- Melanophylla alnifolia Baker
- Melanophylla angustior McPherson & Rabenantoandro
- Melanophylla aucubifolia Baker
- Melanophylla crenata Baker
- Melanophylla madagascariensis Keraudren
- Melanophylla modestei G.E. Schatz, Lowry & A.-E. Wolf
- Melanophylla perrieri Keraudren

- Datos: Q1364382
- Multimedia: Melanophylla / Q1364382
- Especies: Melanophylla